# Сергієво (платформа)
Сергієво — залізнична платформа в Красносельському районі Санкт-Петербургу в історичному районі Сергієво (колишній Володарський).
Відкрита в 1857 році. Спочатку називалася Сергієво, в 1904 році перейменована в Сергиєвську Пустинь. Будівлю вокзалу побудовано під орудою М. Л. Бенуа в «російському стилі», враховуючі архітектуру монастиря. Проект дерев'яних навісів для пасажирів на перонах належить архітектору С. М. Лазареву-Станіщеву (1863-1912). Від станції до монастиря по лінії нинішнього проспекту Будьонного (Монастирський проспект) діяла кінна залізниця.
Будівлю вокзалу законсервовано. Діє зупинний павільйон з квиткової касою. Туалет відсутній. Залізничний переїзд.